# В одной знакомой улице…
«В одно́й знако́мой у́лице» — советский короткометражный фильм 1988 года, экранизация рассказа Леонида Андреева «Иван Иванович» производства студии «Мосфильм».

## Сюжет
Рефлексия времён ранней перестройки на постреволюционные события 1905 года. 
Молодой защитник баррикад проявляет слабость и отпускает восвояси пойманного им жандарма. Позднее это действие повлечёт за собой страшные последствия.

## В ролях
- Андрей Бубашкин - Авдеев, жандарм
- Алексей Зеленов - Василий, повстанец
- Валерий Баринов - Петров, повстанец
- Владимир Басов-мл. - командир повстанцев
- Леонид Трутнев - повстанец
- Владимир Сичкарь - повстанец
- Елена Астафьева - беременная дама
- Николай Кочегаров

## Съёмочная группа
- Режиссёр-постановщик — Александр Козьменко
- Автор сценария — Кир Булычёв, Александр Козьменко
- Оператор-постановщик — Геннадий Беляев
- Композитор — Сергей Лазарев
- Художник-постановщик — Виктор Зенков
- Монтажёр — Светлана Ляшинская